# Mikroregion Hrobčice
Mikroregion Hrobčice je dobrovolný svazek obcí v okresu Teplice, jeho sídlem je Hrobčice a jeho cílem je podpora regionálního rozvoje. Sdružuje celkem 2 obce a byl založen v roce 2002.

## Obce sdružené v mikroregionu
- Hrobčice
- Měrunice